# Garść liści
Garść liści – dawna jednostka masy, występująca w receptariuszach aptecznych (przepisach sporządzania leków). Odpowiada 20-30 g.